# Фролов, Пётр Александрович (генерал)
Пётр Александрович Фролов (1852 — не ранее 1918) — генерал от инфантерии, член Государственного и Военного советов Российской империи.

## Биография
Сын декабриста Александра Филипповича Фролова, родился 4 октября 1852 года в Енисейской губернии, где его отец отбывал ссылку. 8 августа 1868 года был зачислен в 3-е военное Александровское училище, из которого выпущен 21 июля 1870 года подпоручиком в 51-й пехотный Литовский полк.
6 марта 1872 года переведён прапорщиком в Керченскую крепостную артиллерию, где 6 ноября того же года произведён в подпоручики, а 29 декабря следующего года — в поручики.
В 1875 году поступил в Николаевскую академию Генерального штаба, 9 декабря 1876 года получил чин штабс-капитана. По окончании курса в 1878 году за отличные успехи в науках 6 января был произведён в капитаны и 5 мая назначен в штаб 1-й пехотной дивизии, находившейся в составе Действующей в Болгарии армии; перешёл через Балканы, прибыл к дивизии, получил должность старшего адъютанта при штабе и до начала 1879 года находился в пределах Турции: в Разграде, Праводах, Варне и Демотике; в марте 1879 года из Бургаса морем возвратился в Россию.
По возвращении последовательно занимал должности старшего адъютанта 1-й гренадерской дивизии (с 23 марта 1879 года) и штаб-офицера для поручений при штабе войск Московского военного округа (22 марта 1880 года); 12 апреля 1881 года произведён в подполковники и 8 апреля 1884 года — в полковники. В 1886 году состоял в прикомандировании к 3-му гренадерскому Перновскому полку, где в течение года командовал батальоном.
2 апреля 1888 года переведён в Главный штаб в число положенных по штату штаб-офицеров Генерального штаба и 5 января 1890 года получил должность начальника отделения. 26 января 1893 года назначен окружным дежурным генералом штаба Киевского военного округа. В следующем году, 2 марта, произведён за отличия по службе в генерал-майоры (со старшинством от 30 августа), а 31 января 1898 года снова возвратился на службу в Главный штаб, получив назначение на должность помощника начальника Главного штаба. 1 января 1901 года произведён в генерал-лейтенанты (со старшинством от 6 декабря 1900 года) и с 1 мая 1903 года занимал должность дежурного генерала.
За время своей службы по Главному штабу исполнял различные поручения, принимал участие в трудах особой комиссии по разработке устава о земских повинностях и с 11 марта 1903 года временно исправлял должность начальника Главного штаба. 28 июня 1905 года назначен членом Военного совета.
По окончании русско-японской войны состоял председателем Центрального распорядительного комитета по эвакуации российских пленных из Японии. 6 декабря 1907 года произведён в генералы от инфантерии.
Во время Первой мировой войны Фролов с 5 по 14 сентября 1915 года исправлял должность главного начальника Петроградского военного округа, затем был главным начальником снабжения армий Северного фронта и с 2 апреля 1916 года состоял помощником военного министра, также он являлся членом Главного военного суда. 13 января 1917 года назначен членом Государственного совета, с оставлением в должности помощника военного министра и члена Военного совета. С 9 мая 1917 года вновь был главным начальником снабжения армий Северного фронта, 12 декабря вернулся к работе в Военном совете.
21 марта 1918 года, в связи с упразднением всех учреждений бывшей Российской империи, Фролов был уволен в отставку. Дальнейшая его судьба не выяснена.

## Награды
Российские ордена:
- Орден Святого Станислава 3-й степени (1880 год)
- Орден Святой Анны 3-й степени (1883 год)
- Орден Святого Станислава 2-й степени (1887 год)
- Орден Святой Анны 2-й степени (1890 год)
- Орден Святого Владимира 3-й степени (14 мая 1896 года)
- Орден Святого Станислава 1-й степени (19 мая 1899 года)
- Орден Святой Анны 1-й степени (5 октября 1904 года)
- Орден Святого Владимира 2-й степени (30 июля 1905 года)
- Орден Белого орла (6 декабря 1910 года)
- Орден Святого Александра Невского (6 декабря 1913 года)
- Бриллиантовые знаки и мечи к ордену Святого Александра Невского (Доп. к ВП 23 января 1915 года)
- Орден Святого Владимира 1-й степени (ВП 6 декабря 1916 года)

Иностранные ордена:
- Бухарский орден Восходящей Звезды 1-й степени (1893 год)
- Бухарский орден Золотой Звезды с бриллиантами (1898 год)
- Болгарский орден «Святой Александр» 2-й степени (1898 год)
- Румынский орден Короны большого креста (1899 год)
- Итальянский орден Короны большого креста (1903 год)